# 建堂镇
建堂镇，是中华人民共和国黑龙江省牡丹江市林口县下辖的一个镇。
2016年8月9日，黑龙江省民政厅批复同意撤销建堂乡，设立建堂镇。

## 行政区划
建堂镇下辖以下地区：
马桥河村、西北楞村、山河村、小盘道村、大盘道村、靠山村、东兴村、北兴村、永进村、河西村、通沟村、土城子村、河兴村、大百顺村、小百顺村和红旗村。